# Gare de La Gauterie
La gare de La Gauterie est une gare ferroviaire française, de la ligne de Salbris au Blanc, située sur le territoire de la commune de Veuil, au lieu-dit La Gauterie, dans le département de l'Indre, en région Centre-Val de Loire.
C'est une halte de la Société nationale des chemins de fer français (SNCF), desservie par les autocars du réseau TER Centre-Val de Loire, par les trains touristiques de la SABA en été traintouristiquedubasberry.com, ainsi que par les services du Vélorail de Valençay : veloraildevalencay.com.

## Situation ferroviaire
Établie à 154 m d'altitude, la gare de La Gauterie est située au point kilométrique (PK) 240,655 de la ligne de Salbris au Blanc, entre les gares de Valençay et de Luçay-le-Mâle.

## Histoire
Elle est mise en service, le 6 octobre 1902, avec l'ouverture de la ligne entre la gare de Romorantin et celle d'Écueillé.
A partir du début du mois d'octobre 2009, aucun train TER ne circule plus sur la section comprise entre Valençay et Luçay-le-Mâle, cela en raison de l'état vétuste des voies, à la suite d'un contrôle de la SNCF. Des travaux ont alors été entrepris par la SABA, permettant la réouverture de cette section aux trains touristiques.
La halte de La Gauterie a repris du service en Juillet 2019 avec la réouverture de la section Valençay - Luçay le Mâle, par l'association SABA, qui exploite en été, le Train Touristique du Bas-Berry. Le 4 Août 2022 avec la mise en servcie par la SABA du Vélorail de Valençay, elle voit son activité augmenter. Depuis, elle est desservie 3 fois par jour par les vélorails du mercredi au dimanche pendant les vacances scolaires de printemps (Avril/Mai) et d'été (Juillet/Août) et par les trains à thèmes mis en service par la SABA.

## Service des voyageurs

### Accueil
Halte SNCF, c'est un point d'arrêt non géré (PANG) à entrée libre. Elle est équipée d'un quai latéral, bordant la voie unique. Jusqu'en 1992, il existait un bâtiment voyageurs qui servait autrefois à la vente des billets, mais aussi de logement à la garde-barrières du PN 202. 

### Desserte
La halte n'est plus desservie par les trains TER depuis 2009, mais continue d'être desservie par les trains touristiques et le service de Vélorails de la SABA. 

### Intermodalité
La Gauterie est desservie par un service d'autocars de la CBA en remplacement des trains TER, qui circulent entre Valençay et Luçay-le-Mâle ainsi que par la ligne 7 du réseau d'autocars TER Centre-Val de Loire.